# Amnisa lata
Amnisa lata är en insektsart som beskrevs av Schmidt 1910. Amnisa lata ingår i släktet Amnisa och familjen sköldstritar. Inga underarter finns listade i Catalogue of Life.